# Khu quốc hội 5, Oregon
Khu quốc hội số 5 của Oregon đại diện cho vùng trung duyên hải của Oregon băng qua Salem, phía bắc giáp các khu ngoại ô miền nam của Portland, và phía đông giáo đỉnh của Núi Hood. Nó bao gồm các quận Lincoln, Marion, Polk, Tillamook, phần lớn Quận Clackamas, một phần Quận Benton và Quận Multnomah. Nó có thêm phần hiện tại của Quận Multnomah từ Khu quốc hội số 3 trong lần phân chia lại các khu quốc hội tại Oregon vào năm 2002 nhưng nó mất một phần đáng kể phía bắc Quận Clackamas về cho Khu quốc hội số 3.
Khu quốc hội này do đảng viên Dân chủ Kurt Schrader, người được bầu lên năm 2008 để thay thế Darlene Hooley nghỉ hưu, làm đại diện tại Hạ viện Hoa Kỳ.